# Pływanie na Letnich Igrzyskach Olimpijskich 2004 – 4 × 100 m stylem dowolnym mężczyzn
4 × 100 m stylem dowolnym mężczyzn – jedna z konkurencji pływackich, które odbyły się podczas XXVIII Igrzysk Olimpijskich. Eliminacje i finał miały miejsce 15 sierpnia.
W wyścigu finałowym zwyciężyła sztafeta południowoafrykańska w składzie Roland Mark Schoeman, Lyndon Ferns, Darian Townsend, Ryk Neethling, która pobiła rekord świata (3:13,17). Płynący na pierwszej zmianie Schoeman ustanowił nowy rekord Afryki (48,17) na dystansie 100 m kraulem. Holendrzy po 300 m wyścigu byli na czwartym miejscu, ale dzięki Pieterowi van den Hoogenbandowi, który uzyskał najszybszy międzyczas spośród wszystkich zawodników (46,79) zdobyli srebro i pobli rekord swojego kraju (3:14,36). Brąz z czasem 3:14,62 wywalczyli Amerykanie dla których był to najsłabszy w historii rezultat na igrzyskach olimpijskich.

## Terminarz
Wszystkie godziny podane są w czasie greckim (UTC+03:00) oraz polskim (CEST).
| Data             | Godzina rozpoczęcia | Godzina rozpoczęcia |            |
| Data             | UTC+03:00           | CEST                |            |
| ---------------- | ------------------- | ------------------- | ---------- |
| 15 sierpnia 2004 | 12:01               | 11:01               | Eliminacje |
| 15 sierpnia 2004 | 21:00               | 20:00               | Finał      |

## Rekordy
Przed zawodami rekord świata i rekord olimpijski wyglądały następująco:
| Rekord            | Reprezentacja                                                                                        | Czas    | Miejsce | Data             |
| ----------------- | --- | ------- | ------- | ---------------- |
| Rekord świata     | Australia · Michael Klim (48,18) · Chris Fydler (48,48) · Ashley Callus (48,71) · Ian Thorpe (48,30) | 3:13,67 | Sydney  | 16 września 2000 |
| Rekord olimpijski | Australia · Michael Klim (48,18) · Chris Fydler (48,48) · Ashley Callus (48,71) · Ian Thorpe (48,30) | 3:13,67 | Sydney  | 16 września 2000 |

W trakcie zawodów ustanowiono następujące rekordy:
| Data        | Etap konkurencji | Reprezentacja | Czas    | Rekord |
| ----------- | ---------------- | --- | ------- | ------ |
| 15 sierpnia | finał            | Południowa Afryka · Roland Mark Schoeman (48,17) · Lyndon Ferns (48,13) · Darian Townsend (48,96) · Ryk Neethling (47,91) | 3:13,17 | ,      |

## Wyniki

### Eliminacje
| Miejsce | Wyścig | Tor | Państwo           | Zawodnik | Czas      | Uwagi |
| ------- | ------ | --- | ----------------- | --- | --------- | ----- |
| 1.      | 1      | 6   | Południowa Afryka | Roland Mark Schoeman (48,38) Lyndon Ferns (48,34) Darian Townsend (49,13) Ryk Neethling (47,99)                | 3:13,84   | Q,    |
| 2.      | 1      | 4   | Stany Zjednoczone | Gabe Woodward (49,93) Nate Dusing (49,01) Neil Walker (48,16) Gary Hall Jr. (48,73)                            | 3:15,83   | Q     |
| 3.      | 1      | 5   | Włochy            | Lorenzo Vismara (49,67) Michele Scarica (48,92) Alessandro Calvi (49,35) Christian Galenda (48,24)             | 3:16,18   | Q     |
| 4.      | 1      | 2   | Holandia          | Mark Veens (49,73) Johan Kenkhuis (48,80) Mitja Zastrow (48,90) Klaas-Erik Zwering (48,99)                     | 3:16,42   | Q     |
| 5.      | 2      | 4   | Rosja             | Andriej Kaprałow (49,12) Jewgienij Łagunow (49,68) Iwan Usow (49,86) Dienis Pimankow (48,80)                   | 3:17,46   | Q     |
| 6.      | 2      | 3   | Australia         | Ashley Callus (50,04) Eamon Sullivan (49,13) Jono van Hazel (49,65) Todd Pearson (48,82)                       | 3:17,64   | Q     |
| 6.      | 2      | 5   | Francja           | Romain Barnier (49,73) Julien Sicot (49,29) Fabien Gilot (49,21) Amaury Leveaux (49,41)                        | 3:17,64   | Q     |
| 8.      | 1      | 3   | Niemcy            | Stephan Kunzelmann (50,09) Christian Keller (50,16) Torsten Spanneberg (49,36) Lars Conrad (48,36)             | 3:17,97   | Q     |
| 9.      | 2      | 6   | Kanada            | Yannick Lupien (50,16) Riley Janes (49,49) Mike Mintenko (49,60) Brent Hayden (49,10)                          | 3:18,35   |       |
| 10.     | 2      | 1   | Ukraina           | Denys Syzonenko (50,05) Andrij Serdinow (49,94) Pavel Khnykin (49,47) Yuriy Yegoshin (49,49)                   | 3:18,95   | NR    |
| 11.     | 1      | 8   | Litwa             | Rolandas Gimbutis (49,11) Saulius Binevičius (50,35) Paulius Viktoravičius (50,20) Vytautas Janušaitis (49,62) | 3:19,28   |       |
| 12.     | 2      | 7   | Brazylia          | Jader Souza (50,89) Gustavo Borges (49,59) Carlos Jayme (49,67) Rodrigo Castro (50,05)                         | 3:20,20   |       |
| 13.     | 1      | 1   | Chorwacja         | Duje Draganja (50,38) Mario Delač (49,75) Ivan Mladina (50,16) Igor Čerenšek (50,72)                           | 3:21,01   |       |
| 14.     | 2      | 8   | Grecja            | Aristidis Grigoriadis (50,15) Alexandros Tsoltos (51,03) Spyridon Bitsakis (52,25) Andreas Zisimos (50,83)     | 3:24,26   |       |
| 15.     | 1      | 7   | Chiny             | Chen Zuo (50,75) Liu Weijia (51,15) Zheng Kunliang (51,34) Huang Shaohua (51,07)                               | 3:24,31   |       |
| 16. !   | 2      | 2   | Szwecja           | Eric la Fleur (50,43) Stefan Nystrand (48,61) Mattias Ohlin (50,24) Lars Frölander                             | 9:99,99 ! | DSQ   |

### Finał
| Miejsce | Tor | Państwo           | Zawodnik                                                                                                  | Czas    | Strata | Uwagi |
| ------- | --- | ----------------- | --- | ------- | ------ | ----- |
| 1. !    | 4   | Południowa Afryka | Roland Mark Schoeman (48,17) · Lyndon Ferns (48,13) · Darian Townsend (48,96) · Ryk Neethling (47,91)     | 3:13,17 |        | ,     |
| 2. !    | 6   | Holandia          | Johan Kenkhuis (49,81) Mitja Zastrow (49,25) Klaas-Erik Zwering (48,51) Pieter van den Hoogenband (46,79) | 3:14,36 | 1,19   | NR    |
| 3. !    | 5   | Stany Zjednoczone | Ian Crocker (50,05) Michael Phelps (48,74) Neil Walker (47,97) Jason Lezak (47,86)                        | 3:14,62 | 1,45   |       |
| 4.      | 2   | Rosja             | Andriej Kaprałow (49,27) Jewgienij Łagunow (49,17) Dienis Pimankow (49,25) Aleksandr Popow (48,06)        | 3:15,75 | 2,68   |       |
| 4.      | 3   | Włochy            | Lorenzo Vismara (49,16) Filippo Magnini (48,30) Michele Scarica (49,21) Christian Galenda (49,08)         | 3:15,75 | 2,68   |       |
| 6.      | 1   | Australia         | Michael Klim (49,37) Todd Pearson (49,07) Eamon Sullivan (49,19) Ian Thorpe (48,14)                       | 3:15,77 | 2,70   |       |
| 7.      | 7   | Francja           | Romain Barnier (49,65) Julien Sicot (49,31) Fabien Gilot (48,95) Frédérick Bousquet (48,32)               | 3:16,23 | 3,06   |       |
| 8.      | 8   | Niemcy            | Jens Schreiber (49,88) Lars Conrad (48,72) Torsten Spanneberg (49,24) Stefan Herbst (49,34)               | 3:17,18 | 4,01   |       |